# Эстонско-японские отношения
Эстонско-японские отношения — двусторонние дипломатические отношения между Эстонией и Японией, установленные 10 октября 1991 года.

## История

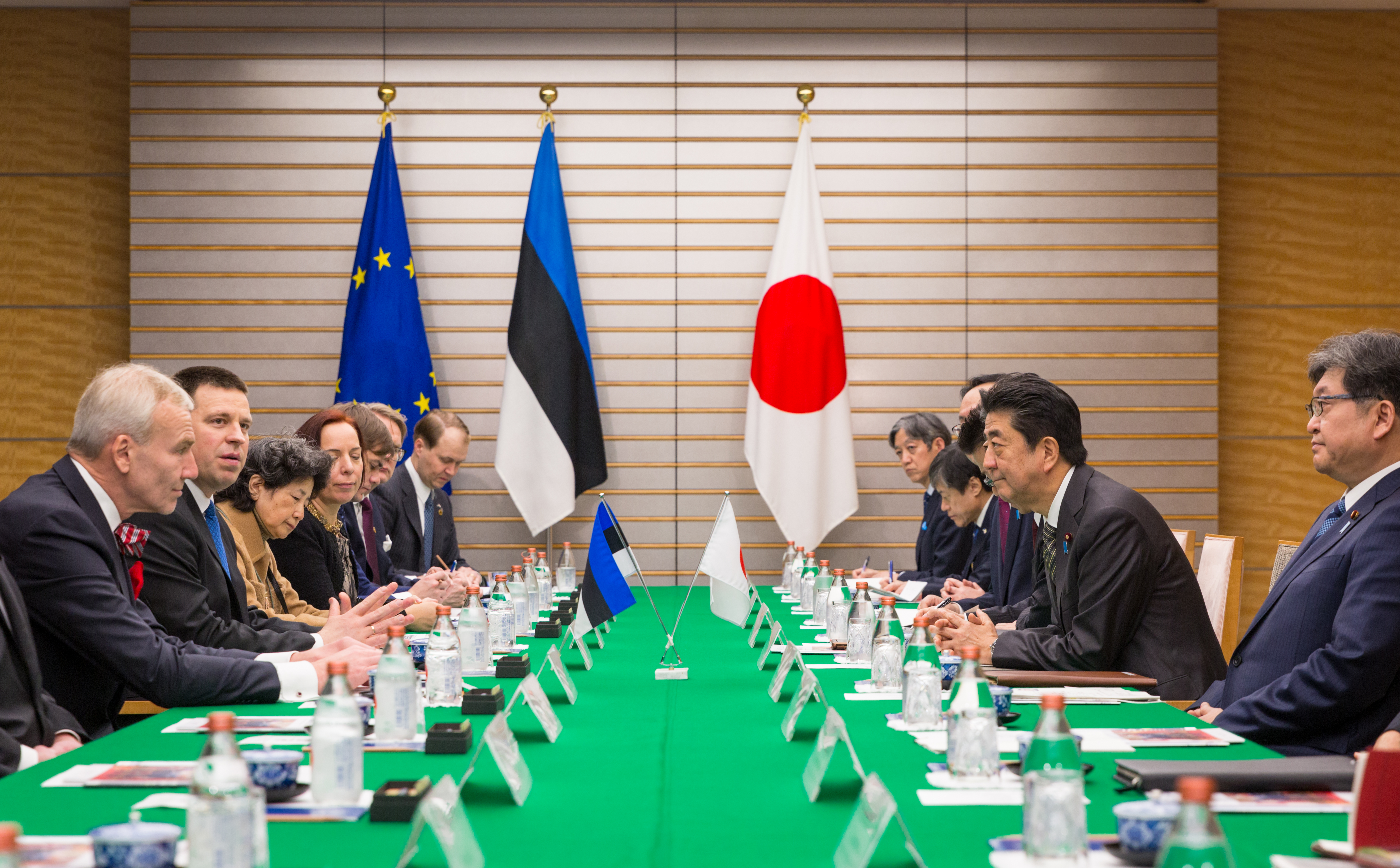
Встреча эстонской делегации с премьер-министром Японии Синдзо Абэ в 2020 году

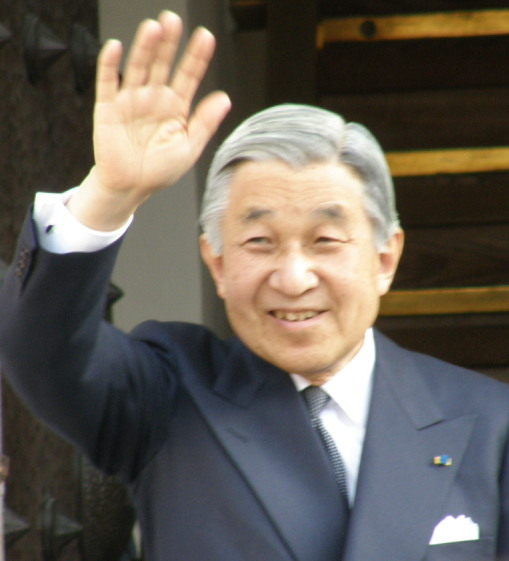
Император Японии Акихито в Таллине в 2007 году

6 марта 1919 года Япония де-факто признала независимость Эстонской Республики, официально была признана состоялось 8 марта 1921 года изданием Японией отдельного акта. В 1937 году в Таллине был также аккредитован посол Японии Шин Сакума, проживающий в Риге.
После восстановления Эстонской Республики 20 августа 1991 года, Чрезвычайный и полномочный посол Японии 6 сентября 1991 года отправил в Таллин официальное послание правительства Японии о признании независимости Эстонской Республики. Дипломатические отношения между двумя странами были восстановлены 10 октября 1991 года.
Эстонско-японская ассоциация действует в Таллине с 1992 года.
24 и 25 мая 2007 года состоялся официальный визит Императора Японии Акихито и Императрицы Митико в Эстонию.

## Культурные связи

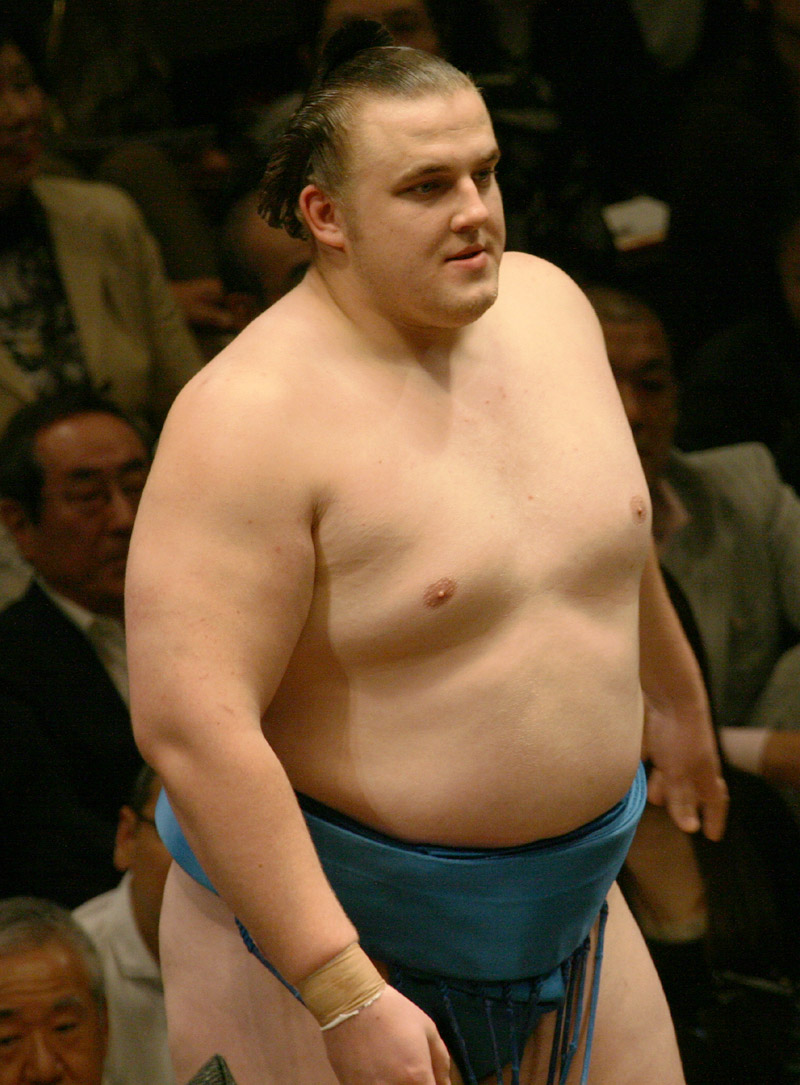
Кайдо Хёвельсон в 2008 году

Кайдо Хёвельсон, также известный как Баруто — первый эстонец, ставший профессиональным борцом сумо в Японии. Из-за незалеченной травмы колена он объявил об отставке 11 сентября 2013 года.
Японская альтистка Мари Адати выступала на Пярнуском музыкальном фестивале.
Волость Эстонии Саку и японский город Саку стали побратимами 1 мая 2007 года.

## Посольства

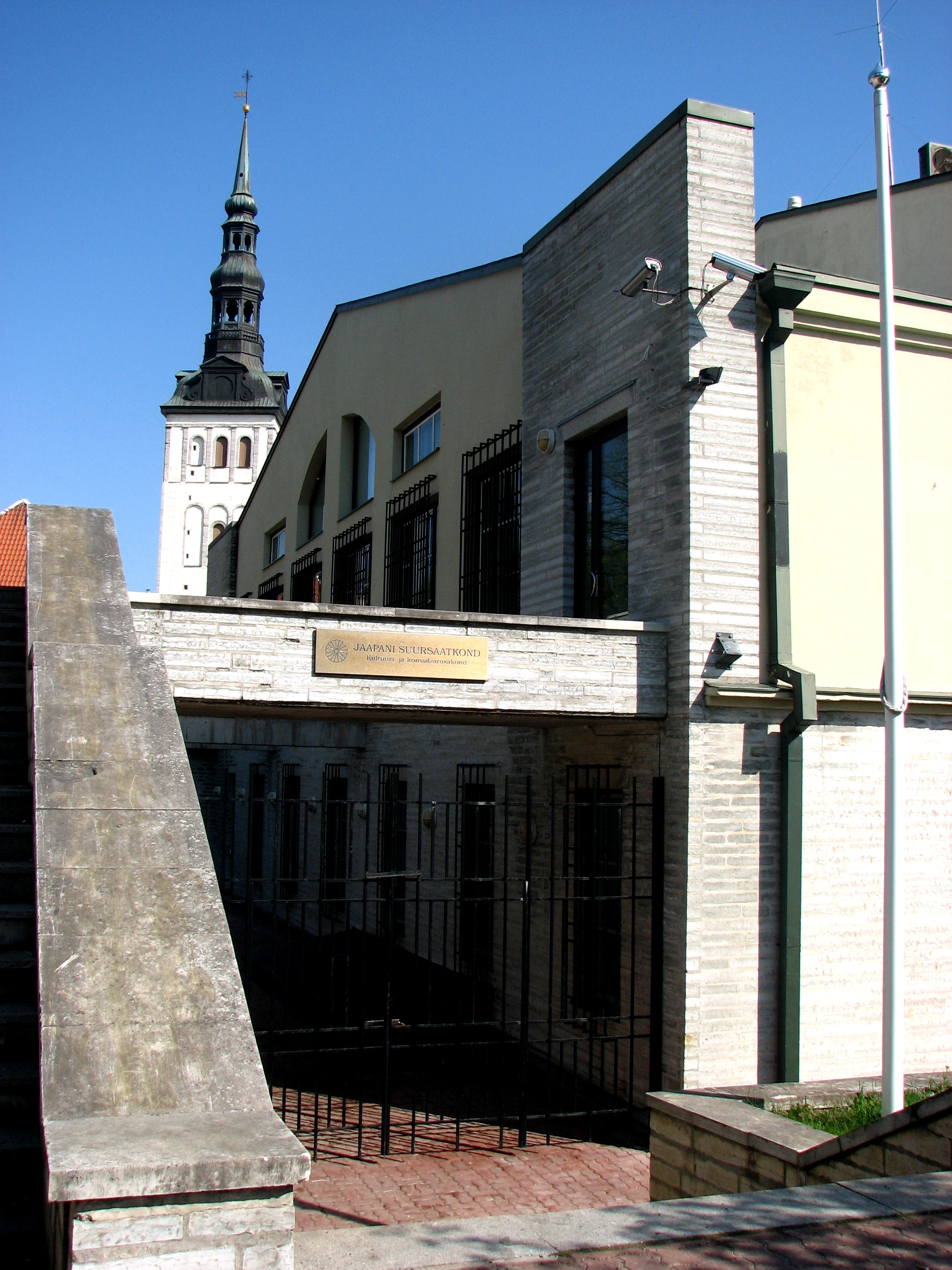
Посольство Японии в Таллине

1 января 1993 года в Таллине было открыто посольство Японии, а открытие посольства Эстонии в Токио состоялось 4 марта 1996 года.